# 5. etape af Vuelta a España 2009
| Stillingen efter 5. etape |                         |           |
| Placering                 | Rytter                  | Tid/point |
| Etapevinder               | André Greipel (THR)     | 4:27.54   |
| 2. plads                  | Tom Boonen (QST)        | + 0.00    |
| 3. plads                  | Daniele Bennati (LIQ)   | + 0.00    |
| 4. plads                  | Tyler Farrar (GRM)      | + 0.00    |
| 5. plads                  | William Bonnet (BBO)    | + 0.00    |
| 14. plads                 | Matti Breschel (SAX)    | + 0.00    |
| 58. plads                 | Jakob Fuglsang (SAX)    | + 0.00    |
| Førertrøje                | André Greipel (THR)     | 19:40.23  |
| 2. plads                  | Tom Boonen (QST)        | + 0.06    |
| 3. plads                  | Fabian Cancellara (SAX) | + 0.09    |
| 4. plads                  | Daniele Bennati (LIQ)   | + 0.17    |
| 5. plads                  | Bert Grabsch (THR)      | + 0.20    |
| Pointtrøje                | André Greipel (THR)     | 78 p.     |
| 2. plads                  | Tom Boonen (QST)        | 58 p.     |
| 3. plads                  | Tyler Farrar (GRM)      | 47 p.     |
| Bjergtrøje                | Aitor Hernández (EUS)   | 10 p.     |
| 2. plads                  | Lars Boom (RAB)         | 9 p.      |
| 3. plads                  | Serafín Martínez (KGZ)  | 7 p.      |
| Kombinationstrøje         | Serafín Martínez (KGZ)  | 121 p.    |
| 2. plads                  | Dominik Roels (MRM)     | 164 p.    |
| 3. plads                  | Julien El Fares (COF)   | 201 p.    |
| Holdkonkurrence           | Liquigas                | 59:02.27  |
| 2. plads                  | Saxo Bank               | + 0.03    |
| 3. plads                  | Garmin-Slipstream       | + 0.06    |

Femte etape af Vuelta a España 2009 blev kørt d. 3. september 2009 og gik fra Tarragona til Vinaròs. Denne etape var den første som blev cyklet på spansk jord i 2009-udgaven af løbet, og som på de foregående etaper blev denne også præget af udbrudforsøg. Aitor Hernández (Euskaltel-Euskadi), Serafín Martínez (Xacobeo Galicia), Julián Sánchez (Contentpolis-Ampo), Julien El Fares (Cofidis), José Antonio López (Andalucía-Cajasur) og Matthé Pronk (Vacansoleil) stak tidligt af og havde for det meste over 6 minutter til hovedfeltet. Udbruddet kom først over den eneste kategoriserede stigning hvor Hernández kunne indkassere 10 point og føringen i bjergkonkurrencen. Efter stigningen satte sprinterholdene sig frem i hovedfeltet og kørte udbryddergruppen sagte men sikkert ind, og efter 156 kilometer var alle rytterne samlet igen. Cirka en mil senere trådte Philippe Gilbert fra Silence-Lotto til og skaffede sig et forspring, men klarede aldrig at ryste hovedfeltet af sig. Med godt 3 kilometer igen til mål blev Gilbert kørt ind og feltet organiserede sig til massespurt. Som sædvanlig viste Team Columbia at de var det bedste sprinterhold i cykelsporten da de tog sprinterkaptajnen André Greipel ind til sin anden etapesejr i træk. Tyskeren tog også føringen i den samlede stilling.
- Etape: 5
- Dato: 3. september
- Længde: 174 km
- Gennemsnitshastighed: 38,97 km/t

## Bjerg- og pointspurter

### 1. bjerg (Coll de Fatxas)
Efter 49 km
| Plads | Rytter                   | Point |
| ----- | ------------------------ | ----- |
| 1.    | Aitor Hernández (EUS)    | 10    |
| 2.    | Serafín Martínez (KGZ)   | 7     |
| 3.    | Julián Sánchez (MCO)     | 5     |
| 4.    | Julien El Fares (COF)    | 3     |
| 5.    | José Antonio López (ACA) | 2     |
| 6.    | Matthé Pronk (VAC)       | 1     |

### 1. spurt (Benifallet)
Efter 81,2 km
| Plads | Rytter                   | Point | Sek |
| ----- | ------------------------ | ----- | --- |
| 1.    | José Antonio López (ACA) | 4     | 6   |
| 2.    | Serafín Martínez (KGZ)   | 2     | 4   |
| 3.    | Julián Sánchez (MCO)     | 1     | 2   |

### 2. spurt (La Senia)
Efter 139,4 km
| Plads | Rytter                   | Point | Sek |
| ----- | ------------------------ | ----- | --- |
| 1.    | Serafín Martínez (KGZ)   | 4     | 6   |
| 2.    | Julien El Fares (COF)    | 2     | 4   |
| 3.    | José Antonio López (ACA) | 1     | 2   |

### Mål (Vinaròs)
Efter 174 km
| Plads | Rytter                       | Point | Sek |
| ----- | ---------------------------- | ----- | --- |
| 1.    | André Greipel (THR)          | 25    | 20  |
| 2.    | Tom Boonen (QST)             | 20    | 12  |
| 3.    | Daniele Bennati (LIQ)        | 16    | 8   |
| 4.    | Tyler Farrar (GRM)           | 14    |     |
| 5.    | William Bonnet (BBO)         | 12    |     |
| 6.    | Jürgen Roelandts (SIL)       | 10    |     |
| 7.    | Óscar Freire (RAB)           | 9     |     |
| 8.    | Borut Božič (VAC)            | 8     |     |
| 9.    | Davide Viganò (FUJ)          | 7     |     |
| 10.   | Francisco José Pacheco (MCO) | 6     |     |
| 11.   | Dominique Rollin (CTT)       | 5     |     |
| 12.   | Sébastien Hinault (ALM)      | 4     |     |
| 13.   | Alessandro Ballan (LAM)      | 3     |     |
| 14.   | Matti Breschel (SAX)         | 2     |     |
| 15.   | Roger Hammond (CTT)          | 1     |     |

## Resultatliste
|    | Navn                   | Land           | Hold                  | Tid     |
| -- | ---------------------- | -------------- | --------------------- | ------- |
| 1  | André Greipel          | Tyskland       | Team Columbia-HTC     | 4.27.54 |
| 2  | Tom Boonen             | Belgien        | Quick Step            | + 0.00  |
| 3  | Daniele Bennati        | Italien        | Liquigas              | + 0.00  |
| 4  | Tyler Farrar           | USA            | Garmin-Slipstream     | + 0.00  |
| 5  | William Bonnet         | Frankrig       | Bbox Bouygues Télécom | + 0.00  |
| 6  | Jürgen Roelandts       | Belgien        | Silence-Lotto         | + 0.00  |
| 7  | Óscar Freire           | Spanien        | Rabobank              | + 0.00  |
| 8  | Borut Božič            | Slovenien      | Vacansoleil           | + 0.00  |
| 9  | Davide Viganò          | Italien        | Fuji-Servetto         | + 0.00  |
| 10 | Francisco José Pacheco | Spanien        | Contentpolis-Ampo     | + 0.00  |
| 11 | Dominique Rollin       | Canada         | Cervélo TestTeam      | + 0.00  |
| 12 | Sébastien Hinault      | Frankrig       | Ag2r-La Mondiale      | + 0.00  |
| 13 | Alessandro Ballan      | Italien        | Lampre-N.G.C.         | + 0.00  |
| 14 | Matti Breschel         | Danmark        | Team Saxo Bank        | + 0.00  |
| 15 | Roger Hammond          | Storbritannien | Cervélo TestTeam      | + 0.00  |

## Udgåede ryttere
- 034  Chris Horner (AST) startede ikke efter at have brækket håndleddet på 4. etape.[1]
- 108  Robert Kiserlovski (FUJ) startede ikke efter at have brækket kravebenet på 4. etape.[1]